# Béthon
Béthon – miejscowość i gmina we Francji, w regionie Kraj Loary, w departamencie Sarthe.
Według danych na rok 2010 gminę zamieszkiwało 345 osób, a gęstość zaludnienia wynosiła 89 osób/km².